# Friedrich Adolph Sorge
Friedrich Adolph Sorge (Bethau, 9 novembre 1828 – Hoboken, 26 ottobre 1906) è stato un rivoluzionario tedesco marxista.

## Biografia
Friedrich Adolph Sorge è nato nel 1828 a Bethau, vicino a Torgau, sul fiume Elba in Sassonia. Sorge era figlio di un pastore luterano liberale. Sorge fu educato da suo padre, che gli insegnò il latino, greco, storia e letteratura.
A 19 anni prese parte alla rivoluzione del 1848 unendosi a una banda di rivoluzionari armati in Sassonia. Ma questo gruppo venne rapidamente schiacciata dalle truppe della Pomerania. Sorge si rifugiò in Svizzera ma l'anno seguente era di nuovo in Germania. Si unì alla Freikorps Karlsruhe per combattere contro i prussiani a Baden del 1849.Qui conobbe Johann Philipp Becker e Friedrich Engels.
Sconfitto si rifugiò nuovamente in Svizzera; si recò a Ginevra e vi rimase fino al 1851 quando venne espulso dalla polizia elvetica.
Sorge poi si trasferisce in Belgio, dove lavora come carpentiere e maestro di tedesco, ma nel marzo del 1852, viene nuovamente espulso dalla polizia belga.
Non potendo più tornare in patria visto che era stato condannato a morte in contumacia per la sua partecipazione alla rivoluzione decide di trasferirsi a Londra dove incontrò Karl Marx.
Nel giugno del 1852 emigra negli Stati Uniti. Poco si sa del primo decennio di Sorge in America, molto probabilmente faceva l'insegnante di musica ed era membro del movimento operaio tedesco e nordamericano.
Nel 1857 ha cofondato il Club Comunista di New York. Il Club era una società comunista educativa, non attiva in organizzazioni sindacali o campagne di sciopero ma contro lo schiavismo.
Sorge fonda una sezione dell'Associazione Internazionale dei Lavoratori nel 1867 ed era un membro della federazione nordamericana di IWMA nel 1871. Sorge divenne Segretario generale del IWMA nel 1872 carica che mantenne fino al 1874.
Dal 1875 al 1876, si occupò di unire le diverse organizzazioni sociali e democratiche degli Stati Uniti. Lavoro che portò alla costituzione nel 1876 a Filadelfia, del Workmen's Party of America, che un anno dopo cambiò il nome in Socialist Labor Party. La sua influenza ha portato il partito a basarsi sulla Prima Internazionale.
Negli anni successivi, in particolare dal 1890 al 1904, ha scritto alcuni scritti storici e ha lavorato come giornalista per il settimanale Die Neue Zeit.
Dal 1871 in poi ebbe una fitta corrispondenza con Friedrich Engels e Karl Marx; fino al 1895, scrisse 147 lettere.
Suo pronipote fu la spia sovietica Richard Sorge.